# Time for Bedlam
Time for Bedlam è un singolo del gruppo Deep Purple pubblicato il 3 febbraio 2017.

## Il brano
Il brano è il primo singolo che ha anticipato l'uscita del 20º album Infinite, pubblicato il 7 aprile 2017. Il video del brano è stato pubblicato il 14 dicembre 2016 su YouTube ed è uscito ufficialmente il 3 febbraio 2017, lo stesso giorno in cui è stato pubblicato in edizione limitata l'EP Time for Bedlam EP contenente 4 tracce del singolo.

## Tracce
1. Time for Bedlam - 4:35